# فرودگاه شهری افتون
فرودگاه شهری افتون (به انگلیسی: Afton Municipal Airport) (به زبان بومی: Afton-Lincoln County Airport) یک فرودگاه همگانی بهره‌برداری هوایی با کد یاتا AFO است که یک باند فرود آسفالت دارد و طول باند آن ۲۱۴۱ متر است. این فرودگاه در کشور ایالات متحده آمریکا قرار دارد و در ارتفاع ۱۸۹۶ متری از سطح دریا واقع شده‌است.